# Akokan
Akokan est une ville minière de l'Aïr, dans le Sahara au nord du Niger. Elle est considérée comme « la deuxième ville de l'uranium du Niger », après Arlit.

## Géographie
Akokan est une ville située dans le département d'Arlit, dans la région d'Agadez au Niger, à environ 5 km au sud-ouest d'Arlit, 200 km au nord d'Agadez, 800 km au nord-est de Niamey la capitale du pays, et à 170 km au sud-est de la frontière algérienne. Elle est traversée par un grand axe nord-sud : la N25 Algérie-Arlit-Agadez-Tahoua (la route de l'uranium).

## Histoire
Les gisements d'uranium d'Akokan ont été explorés depuis les années 1970 par une co-entreprise associant la France, le Japon et le Niger : l'entreprise COMINAK (Compagnie minière d'Akouta), qui exploite l'uranium des mines situées autour d'Arlit. La ville s'est alors développée autour de l'exploitation minière et compte, avec Arlit, près de 100 000 habitants en 2011. En 2001, de nouveaux gisements ont été mis en exploitation dans le sud de la ville, à Afasto.

### Contamination radioactive de l'environnement
En 2007, la Commission de recherche et d’information indépendantes sur la radioactivité (Criirad) découvre dans une rue d’Akokan des déchets radioactifs  provenant vraisemblablement d’une mine exploitée par le groupe nucléaire français Areva. En mai 2010, Greenpeace publie une étude selon laquelle la contamination radioactive d’Akokan est importante.